# Ivo Vykydal
Ivo Vykydal (1. října 1964 Šumperk – 27. září 2020) byl český politik, počátkem 21. století poslanec Poslanecké sněmovny za KDU-ČSL, v letech 2007–2012 náměstek ministra dopravy, od roku 2009 člen TOP 09.

## Biografie
Vystudoval Vysoké učení technické v Brně (Fakulta stavební, obor geodézie a kartografie). V letech 1986–1993 pracoval v podniku Výstavba dolů uranového průmyslu (později po jménem Subterra) na stavbě přečerpávací vodní elektrárny Dlouhé Stráně v Jeseníkách coby důlní měřič při vytyčování podzemních objektů. V letech 1993–1998 byl zaměstnancem firmy GEODIS Brno, pracoviště Šumperk, jako geodet, přičemž se zaměřoval na geodetické a kartografické práce v regionu střední a severní Moravy. Mezitím v letech 1993–2002 působil jako externí učitel geodézie na Střední odborné škole památkové péče v Šumperku. V období let 2006–2007 byl odborným technickým pracovníkem ve firmě IREA.
Od roku 1999 do července 2009 byl členem KDU-ČSL.
V krajských volbách roku 2000 byl zvolen do Zastupitelstva Olomouckého kraje za KDU-ČSL, respektive za alianci Čtyřkoalice. V krajském zastupitelstvu setrval do ledna 2004.
Ve volbách v roce 2002 byl zvolen do poslanecké sněmovny za KDU-ČSL, respektive za alianci US-DEU a KDU-ČSL pod názvem Koalice, (volební obvod Olomoucký kraj). Byl členem sněmovního výboru pro evropskou integraci (později oficiálně výbor pro evropské záležitosti) a výboru hospodářského. Působil jako místopředseda poslaneckého klubu lidovců. Ve sněmovně setrval do voleb v roce 2006.
V roce 2007 nastoupil na post náměstka ministra dopravy (řídícího sekci letecké dopravy, sekce silniční dopravy a provozu silničních vozidel). v roce 2009 odešel z KDU-ČSL a stal se pak členem nově založené formace TOP 09. Jako důvod uvedl „Nespolupráce a bezobsažné vnitřní soupeření okresních organizací KDU-ČSL v rámci olomoucké krajské organizace je slepou cestou, která žádnou bariéru neodstraní. Současné vedení krajské organizace, které je výsledkem uvedených politických praktik, představuje nulovou šanci pro změnu do budoucna.“
Dlouhodobě byl aktivní i v místní politice. V komunálních volbách roku 1994 neúspěšně kandidoval do zastupitelstva města Šumperk jako bezpartijní za KDU-ČSL. Zvolen sem byl v komunálních volbách roku 1998, komunálních volbách roku 2002, komunálních volbách roku 2006 a komunálních volbách roku 2010, v roce 1998 jako bezpartijní za KDU-ČSL, v letech 2002 a 2006 coby člen KDU-ČSL a v roce 2010 za TOP 09. Profesně se k roku 1998 uvádí jako geodet, k roku 2002 jako poslanec, pak roku 2006 coby koordinátor projektů a v roce 2010 jako náměstek ministra. V letech 1998–2002 působil v Šumperku jako místostarosta odpovědný za rozvoj města, dopravu, životní prostředí, městský informační systém a cestovní ruch.
Dlouhé roky se angažoval v organizacích podporujících osoby se zdravotním postižením na to na úrovni Česka i Evropy. Byl předsedou Společnosti pro podporu lidí s mentálním postižením, členem výkonné rady organizace Inclusion Europe a prezidentem této organizace v letech 2010–2011. V rámci této činnosti se podílel na tvorbě Evropské strategie pro pomoc osobám se zdravotním postižením (2010–2020) a dalších dokumentů na podporu osob se zdravotním postižením a jejich rodin.
Zemřel dne 27. září 2020 ve věku 55 let.